# Mödingen
Mödingen là một xã nằm ở huyện Dillingen, thuộc bang Bayern của Đức. 

## Hành chính
Đô thị này bao gồm các làng Bergheim và Mödingen.